# Baronia de Blancafort
La Baronia de Blancafort jurisdicció senyorial que comprenia el lloc de Blancafort (Os de Balaguer), comprada el 1445 per Bertran de Santgenís a la família Sanui. El 1772 fou confirmada com a títol del regne a favor de Francesc de Santgenís i Pocorull.
El títol de Baró de Blancafort fou rehabilitat l'any 1981 a favor de José Maria Moncasi y Tertré.
La baronia era centrada al Castell de Blancafort, el qual consta que fou conquerit pel vescomte d'Àger Guerau Ponç II de Cabrera l'any 1116. Les restes del castell habitualment no són visibles perquè estan cobertes per les aigües del pantà de Canelles.